# Ebbe Wedell-Wedellsborg
Ebbe baron Wedell-Wedellsborg (født 19. februar 1932 i Charlottenlund, død 24. oktober 2005) var en dansk skibsreder, godsejer og erhvervsmand, far til Johan og Nina Wedell-Wedellsborg.
Han var søn af arkitekt, yachtkonstruktør, baron Ernst Wedell-Wedellsborg og hustru Gudrun født Bruusgaard, tog realeksamen fra Østersøgades Gymnasium 1949, tog højere handelseksamen fra Niels Brocks handelsskole 1951 og blev shippinguddannet i rederiet A E Sørensen, Svendborg 1951-53. Wedell-Wedellsborg var ansat i forskellige udenlandske rederivirksomheder 1953-56, i rederiet Olau-Line A/S 1956-57, i rederiet A.N. Petersen/Det Dansk-Franske Dampskibsselskab 1957-64. Han var stifter og indehaver af rederi- og befragtningsfirmaet Weco-Shipping I/S 1965 og korresponderende reder for Rederiakts. Dannebrog.
Han blev formand for bestyrelsen for Aarhus Flydedok A/S 1971, A/S Th. Wessel & Vett, Magasin du Nord 1973, hvilket han var frem til 2004. Han var medlem af bestyrelsen for Rederiakts. Dannebrog og andre selskaber. Han ejede herregården Charlottenlund. Han var tillige en passioneret sejler og aktiv i Kongelig Dansk Yachtklub.
Han blev gift 16. november 1956 med Hanne Kornerup (født 16. juli 1936 i Aarhus), datter af major Hans Jakob Kornerup og hustru Kirsten f. Pedersen.